# Sadłowice (Lublin)
Pour les articles homonymes, voir Sadłowice.
Sadłowice (prononciation [sadwɔˈvit͡sɛ]) est un village de la gmina de Puławy du powiat de Puławy dans la voïvodie de Lublin, situé dans l'est de la Pologne.
Le village compte approximativement une population de 150 habitants.

## Histoire
De 1975 à 1998, le village est attaché administrativement à l'ancienne voïvodie de Lublin.

Depuis 1999, il fait partie de la nouvelle voïvodie de Lublin.